# Tricimba ochripes
Tricimba ochripes är en tvåvingeart som beskrevs av Günther Enderlein 1911. Tricimba ochripes ingår i släktet Tricimba och familjen fritflugor. Inga underarter finns listade i Catalogue of Life.